# 留在我身邊
《留在我身邊》（日语：そばにいるね）是日本女歌手青山黛瑪第2張單曲，這是她與饒舌歌手SoulJa第2次合作。單曲於2008年1月23日由NAYUTAWAVE RECORDS發行。單曲曾經獲健力士世界紀錄大全認證為日本手機全曲付費下載銷量最高的歌曲，後來被GReeeeN單曲《奇蹟》和《愛歌》取代，位列第3位。

## 概要
單曲是SoulJa單曲《在你身邊 feat.青山黛瑪》的回應歌曲，同時是連同SoulJa在2010年推出的單曲《不要離開 feat.青山黛瑪》組成的遠距離戀愛系列的其中一首歌曲。單曲收錄了《留在我身邊》、《My dear friend》和《This Day feat.童子-T》，原本的發售日期是訂於2008年1月30日的，後來提早了一週發售。
單曲收錄於《DIARY》、精選輯《LOVE! 〜THELMA LOVE SONG COLLECTION〜》、SoulJa專輯《Spirits》、精選輯《BEST 2007-2010》、環球音樂合輯《戀之歌》、DJ KAORI專輯《DJ KAORI'S JMIX II》、由模特兒益若翼選曲的合輯《LOVE NATION ~winter collection~》和合輯《手機♥歌》。
青山黛瑪在《音樂戰士 MUSIC FIGHTER》、《Music Lovers》、《我們的音樂》以及和絢香在《MUSIC FAIR21》，均有演唱單曲。梁靜茹的歌曲《沒有如果》亦是改編自此曲。
單曲是NTT DOCOMO春季活動的廣告歌，並獲得2008年3月份廣告歌好感度第一位。
單曲獲台灣樂團大嘴巴在專輯《王元口力口》中改編成《永遠在身邊》，另外牙買加樂團Sly and Robbie亦曾經以英語翻唱單曲。

## 反應
青山黛瑪前作單曲《ONE WAY》僅僅在Oricon公信榜取得98位的情況下，《留在我身邊》在發售首週便獲得第3位，隔一週後升上第1位，是繼寺岡呼人、松任谷由實和柚子以「Golden Circle feat. 寺岡呼人・松任谷由實・柚子」名義發行的單曲《Music》以來再次有合作單曲取得週榜冠軍，同時是首次有回應歌曲取得週榜第1位，兩週累計銷量9.8萬張。在2008年上半年銷售榜中，單曲以43.9萬銷量位列第1位，是繼2002年宇多田光的《traveling》以來再次有女性獲得首位，同時是繼1995年的H Jungle with t的《WOW WAR TONIGHT ~掀起運動》以來再次有合作單曲取得第1位。單曲全年總計銷量約45萬張，位列2008年年榜第7位，同年獲日本唱片協會頒發優秀作品獎。SPACE SHOWER Music Video AwardsBREAKTHROUGH VIDEO。青山黛瑪憑單曲首次獲邀參加NHK紅白歌合戰。單曲同時亦在卡拉OK經營商第一興商的統計中，單曲是2008年最多人唱的歌曲中排行第5位，而在有線放送企業USEN舉辦最街知巷聞的歌曲和Oricon舉辦最讓人想哭的歌曲的調查中，單曲均排第3位。
在付費音樂下載榜，單曲在2008年1月至3月，連續三個月位列第1位。
在日本金唱片大獎，單曲取得The Best Five電腦下載曲、電腦下載年度歌曲、The Best 10單曲、手機全曲下載年度歌曲和The Best Five手機全曲下載曲。單曲的手機全曲付費下載次數達200萬次，手機片段下載次數則是300萬次。

## 歌曲列表
| 曲序 | 曲目                 |                 | 作曲     | 編曲              |
| ---- | -------------------- | --------------- | -------- | ----------------- |
| 1.   | 留在我身邊 （そばにいるね）      | SoulJa 青山黛瑪 | SoulJa   | 佐藤博 SoulJa     |
| 2.   | My dear friend       | Kenn Kato       | 春川仁志 | 門脇大輔 春川仁志 |
| 3.   | This Day feat.童子-T | 童子-T 青山黛瑪 | 813      | 813               |